# San Pablo La Laguna
San Pablo La Laguna – niewielka miejscowość na południowym zachodzie Gwatemali, w departamencie Sololá. Według danych szacunkowych z 2012 roku liczba mieszkańców wynosiła 5 674 osób. 
San Pablo La Laguna leży około 42 km na południowy zachód od stolicy departamentu – miasta Sololá, zaledwie 1,4 km od siedziby najbliższej gminy - San Marcos La Laguna. Miejscowość leży na wysokości 1 650 metry nad poziomem morza, w górach Sierra Madre de Chiapas, nad zachodnim brzegiem jeziora kraterowego Atitlán. 

## Gmina San Pablo La Laguna
Miejscowość jest także siedzibą władz gminy o tej samej nazwie, która jest jedną z dziewiętnastu gmin w departamencie. W 2012 roku gmina liczyła 7464 mieszkańców. Gmina jak na warunki Gwatemali jest wyjątkowo mała, a jej powierzchnia obejmuje zaledwie 12 km². 
Mieszkańcy gminy utrzymują się głównie z uprawy roli i z drobnego rzemiosła. W rolnictwie dominuje uprawa kukurydzy, pomidorów innych i warzyw. Ponadto część ludności zajmuje się rybactwem. 
Klimat gminy jest równikowy, według klasyfikacji Köppena, należy do klimatów tropikalnych monsunowych (Am), z wyraźną porą deszczową występującą od maja do października.